# Negaprion
A Negaprion a porcos halak (Chondrichthyes) osztályának a kékcápaalakúak (Carcharhiniformes) rendjébe, ezen belül a kékcápafélék (Carcharhinidae) családjába tartozó nem.

## Tudnivalók
A citromcápa előfordulási területe az Amerikák két partján van, míg a sarlós citromcápa az Indiai- és a Csendes-óceánokban található meg. Mindkét faj a part menti, sekély vizeket kedveli. Legfőbb jellemzőik a sárgás vagy szürkés színük, a kissé tömzsi testfelépítésük, a hátúszóik majdnem azonos mérete és a tompa orruk. Lassan úszó cápafajok.

## Rendszerezés
A nembe az alábbi 2 élő faj és 1 fosszilis faj tartozik:
- sarlós citromcápa (Negaprion acutidens) (Rüppell, 1837) - típusfaj
- citromcápa (Negaprion brevirostris) (Poey, 1868)
- †Negaprion eurybathrodon (Blake, 1862) - miocén

### Fordítás
Ez a szócikk részben vagy egészben  a   Negaprion című angol Wikipédia-szócikk ezen változatának fordításán alapul.  Az eredeti cikk szerkesztőit annak laptörténete sorolja fel. Ez a jelzés csupán a megfogalmazás eredetét és a szerzői jogokat jelzi, nem szolgál a cikkben szereplő információk forrásmegjelöléseként.